# Skytové
Skytové, též Skythové, někdy také označovaní jako Pontští Skythové, byl starověký východoíránský jezdecký kočovný národ, který během 9. století př. n. l. až 8. století př. n. l. pronikl ze střední Asie do stepí severního Černomoří na území dnešní Ukrajiny a jižního Ruska, kde zůstal usazen od 7. století př. n. l. až do 3. století př. n. l. Zde založili mocné království Skytie, které zaniklo během sarmatských nájezdů mezi 4. a 2. století př. n. l.
Skytové, zběhlí v boji na koních, v 8. století př. n. l. nahradili Agathyrse a Kimmerie jako dominantní mocnost na západě euroasijské stepi. V 7. století př. n. l. Skytové překročili kavkaz a spolu s Kimmerijci často podnikali nájezdy na západní Asii.
Poté, co byli ze západní Asie vyhnáni Médy, se Skytové stáhli zpět do pontské stepi, kde bylo jejich území postupně dobýváno Sarmaty. Koncem 2. století př. n. l. bylo hlavní město převážně helenizovaných Skytů Skytská Neapol na Krymu dobyto Mithridatem VI. a jejich území byla začleněna do Bosporského království.
Ve 3. století našeho letopočtu byli Sarmati a poslední zbytky Skythů přemoženi Góty a v raném středověku byli Skythové a Sarmati z velké části asimilováni a pohlceni ranými Slovany. Skytové sehráli roli v etnogenezi Osetinců, o nichž se předpokládá, že jejich předkové byli Alani.
Po zmizení Skytů používali autoři starověku, středověku a raného novověku název „Skytové“ k označení různých stepních populací, které s nimi nebyly příbuzné.
Skytové hráli důležitou roli na Hedvábné stezce, rozsáhlé obchodní síti spojující Řecko, Persii, Indii a Čínu, což mohlo přispět k prosperitě těchto civilizací. Skytové byli proslulí svým jezdeckým umění, patřili k prvním národům, které ovládli dovednost jízdy na koni, a zdatností v boji. Vysoké úrovně dosahovalo také jejich umělecké řemeslo, jejich kovové výrobky patří k nejznámějším příkladům takzvaného zvěrného stylu. Následovali své tradiční náboženství a jejich nejvýznamnějším božstvem byla Tabiti, bohyně ztotožňovaná s řeckou Hestií.

## Jméno a jeho užití

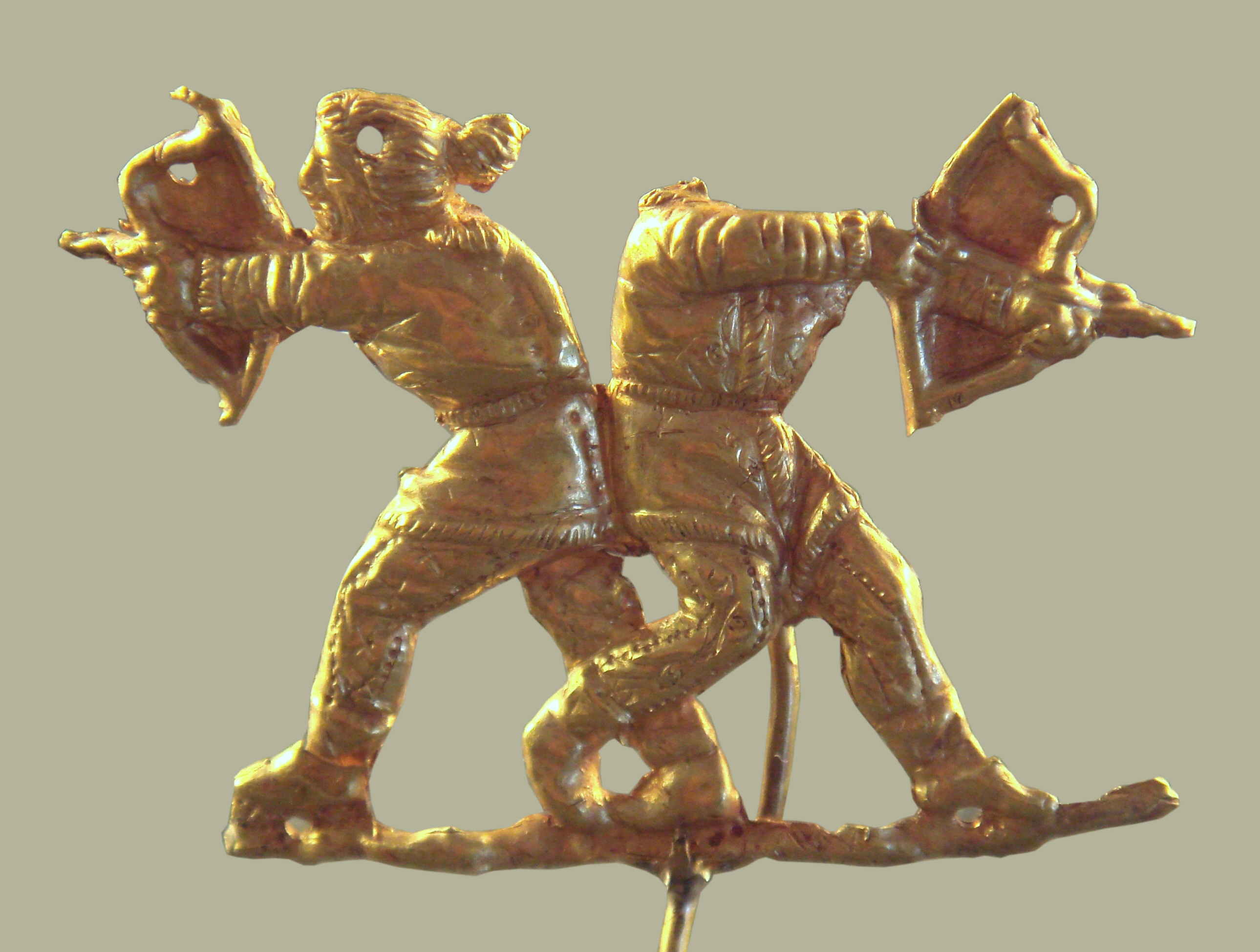
Skytové se svými luky, Pantikapaion (dnešní Kerč), Krym, 4. století př. n. l.

Jméno Skythové vychází ze starořeckého Σκυθοι (Skythai), které se objevuje také v akkadské podobě Áš-gu-za-a-a a Iš-ku-za, a v hebrejské šknz. Z těchto výrazů lze rekonstruovat *škuδa- nebo *skuδa-, jeho etymologie je však neznámá. Hérodotos zmiňuje také sebeoznačení Skytů: Skolotoi, které je nejspíše nářeční formou výše uvedeného jména.
Kromě Skytů v užším slova smyslu se také někdy hovoří o Skytech v širších slova smyslu, tedy různých starověkých kočovných národech hovořících východoíránskými jazyky, u kterých je kvůli nedostatku pramenů, jazykové i kulturní blízkosti, neustálému stěhování a vzniku různých kmenových svazů je problematické jejich přesné rozlišení. Řekové tak kromě Skytů znali Massagety, Peršané Saky, Indové Šaky, mezi něž patřili Indoskytové, a Číňané Jüe-č’.
V podobném duchu se, především, v ruském prostředí hovoří o „skytsko-sibiřském světě“, archeologickém horizontu zahrnujícím kultury od jižní Sibiře (pazyrycká, Arzhan, Aldy-Bel) po severní Černomoří sdílející stejný způsob výroby zbraní a jezdecké výbavy, ale také zvláštní zvěrný či skytský umělecký styl. Historik Askold Ivančik považuje takové rozšíření pojmu za nešťastné. Upozorňuje že i archeologické kultury lesí a lesostepí severního Černomoří mezi 7. a 4. století př. n. l. představují mnohem širší fenomén než jsou Skytové historických zpráv, natož pak kultury tisíce kilometrů východněji, jejichž jazykový a etnický původ je nám neznámý.
Matoucí skutečností může také být, že ve starořeckých a římských pramenech se jejich jméno bohatě užívalo i poté, co tento národ ve 3. století př. n. l. přestal dominovat černomořské stepi. V takovém užití slovo Skytové znamenalo prostě „severní barbaři“. V byzantských pramenech se jako o Skytech hovoří i o různých slovanských a turkických kočovných národech.

## Dějiny

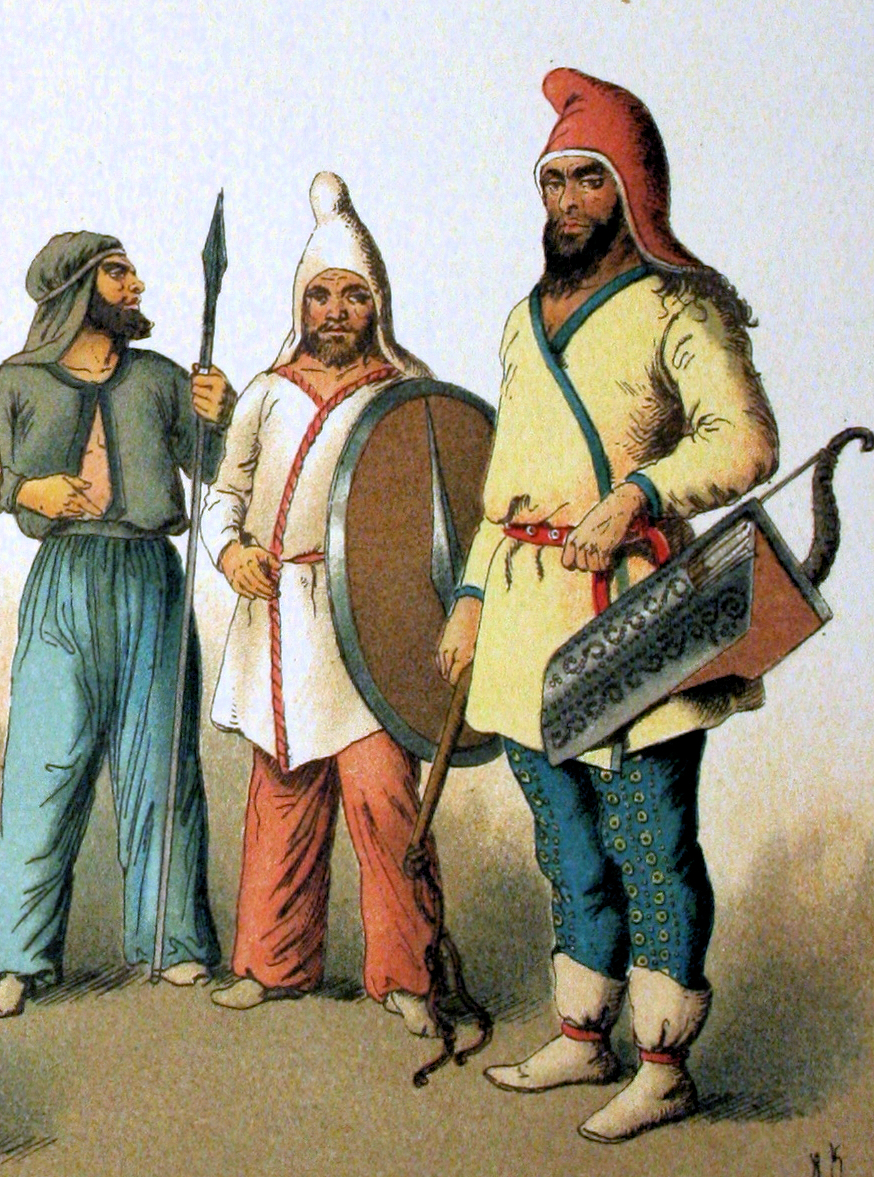
Skytští bojovníci (rekonstrukce)

Skytové byli stepní nomádi, kteří migrovali ze střední Asie do stepí severního Černomoří během 9. století př. n. l. až 8. století př. n. l. Skytové po sobě nezanechali žádné písemné prameny a zprávy o nich se dlouho omezovaly na informace od akkadských a řeckých autorů, především od Hérodota, které byly od 20. století rozšířeny díky archeologickým nálezům. Na počátku 7. století př. n. l. byli poprvé zmíněni a to v letopisech asyrského krále Asarhaddona. Ty informují o tom, že byli spojenci království Mannaea ležícího u Urmijského jezera. Je pravděpodobné, že v té době sídlili severně od Kavkazu a podnikali nájezdy na jih. Přibližně roku 672 př. n. l. žádal skytský král Partatua o ruku dcery krále Asarhaddona, pravděpodobně úspěšně, což vedlo ke skytsko-asyrskému spojenectví. Na konci 7. století byl jejich význam zastíněn Kimmerii, ale zároveň se jim povedlo proniknout pod vedením krále Madiése až do hraničních oblastí Egypta. Podle řeckých pramenů v té době také nakrátko ovládli Médii.
V 6. století př. n. l. zprávy o Skytech na Předním východě mizí, ale poprvé jsou zmiňováni v souvislosti s řeckými koloniemi v severním Černomoří, přičemž vztahy mezi nimi a kolonisty byly pravděpodobně převážně mírumilovné. Okolo roku 513 př. n. l. byly cílem vojenské výpravy perského krále Dareia I., jejíž přesný výsledek je nejasný. Podle Hérodota se králi podařilo donutit Skyty respektovat jeho moc a podle perských nápisů se stali Saká tjaij paradraja „zámořští Sakové“ jeho poddanými, ale Skytie zjevně zůstala nezávislá a její obyvatelé byli Řeky chápáni jako nepřemožitelní.

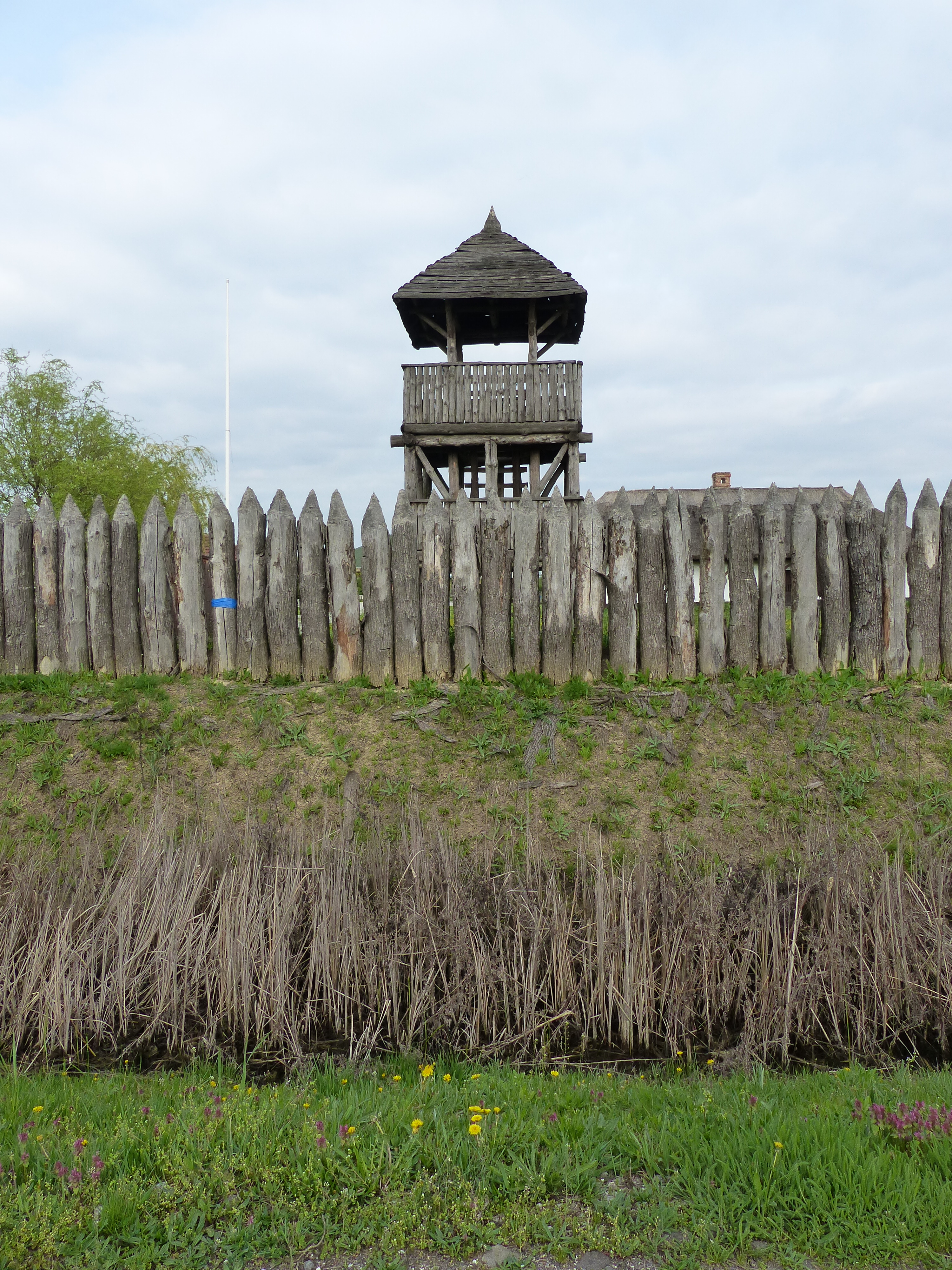
Skytská obranná linie z roku 339 př. n. l., rekonstrukce v Polgáru v Maďarsku

V následujících letech, snad v souvislosti s příchodem nových populací z východu, proběhly mnohé změny v materiální kultuře a Skytové se stali agresivnějšími. Na začátku 5. století př. n. l. se pokusili dobýt Thrákii a dosáhli až poloostrova Gallipoli u Egejského moře, ale v důsledku vzestupu Odryského království se stal nakonec jejich jižní hranicí Dunaj. Poté se obrátili na řecké kolonie jako Olbia, Tyrás a Kerkinitis a ovládli je. Města na východním pobřeží Krymu, jako Pantikapaion, se však dobytí ubránila, což vedlo ke vzniku Bosporského království. Na konci 5. století př. n. l. počala skytská moc, nejspíše z důvodů vnitřních konfliktů, upadat a staré řecké kolonie se opět osamostatnily. Ve 4. století př. n. l. počal největší rozmach místní kultury a z této doby pochází největší množství monumentů a bohatých pohřbů. Vztahy s Bosporským královstvím a Řeky obecně byly opět převážně mírumilovné a skytská elita byla výrazně helenizována. Na přelomu let 331 a 331 př. n. l. se Skytii pokusil dobýt Alexander Makedonský, ale invaze nebyla úspěšná a skončila s obléháním Olbie.
Na počátku 3. století př. n. l. Skytové počali z dějin mizet. Vliv na tento vývoj snad měla klimatická změna, vyčerpání pastvin a následná ekonomická krize a také příchod dalších kočovníků z východu - Sarmatů. Ve 2. století př. n. l. se jejich populace omezovala už jen na Krym, dolní Dněpr a Dobrudžu. Na Krymu také společně s kmenem Taurů vybudovali helénistické království s centrem ve Skytské Neapoli. V 1. století př. n. l. byl tento poslední skytský stát dobyt Mithridatem VI. Pontským.

## Válečnictví
Podle řeckého historika Hérodota praktikovali Skytové skalpování a lov lebek. Poraženým nepřátelům uřezávali hlavy a následně z nich strhávali skalpy, které vozili připevněné na sedlech svých koní. Lebky svých nepřátel používali jako číše k pití. Skytští válečníci si zdobili tělo tetováním. V boji používali otrávené šípy. Taktéž inspirovali legendy Řeků o Amazonkách, jelikož mezi nimi válčily i ženy.[zdroj?]

## Skytové a mezinárodní obchod

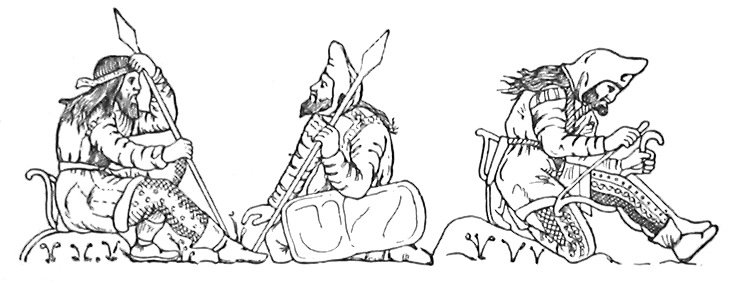
Skytští válečníci

Výrobky halštatské kultury se dostaly ze střední a západní Evropy až na Kavkaz, a naopak výrobky maloasijských řemeslníků si našly cestu do Západní Evropy.

...píše A. P. Smirnov ve své knize a pokračuje:
V této vzájemné výměně sehrálo rozhodující úlohu skytské prostřednictví.

Ve skutečnosti byla obchodní trasa mnohem delší: sklo z Egypta se dostávalo až do halštatských Čech, kde se stalo vzorem pro místní výrobu (pokud považujeme halštatskou kulturu za součást Západu). Podstatné je, že z Egypta jsme dostávali skutečné sklo.[chybí lepší zdroj]